# Національний університет Кільмеса
Національний університет Кілмеса (ісп. Universidad Nacional de Quilmes, UNQ) — аргентинський національний університет, найпопулярніший у місті та окрузі Кільмес.
Університет було засновано у 1989 році. Розташований у передмісті Кільмеса, обслуговує південну частину провінції Буенос-Айрес, де проживають 3 мільйони осіб та розміщено 20 % промислових підприємств країни.
Нині в UNQ навчається понад 32 тисячі студентів.
Серед основних функцій університету, окрім підготовки спеціалістів, також дослідницька робота, підвищення кваліфікації, запровадження інноваційних технологій тощо.

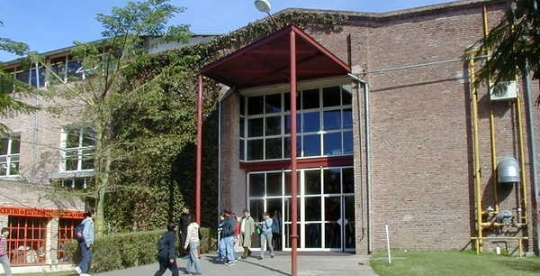
Кампус
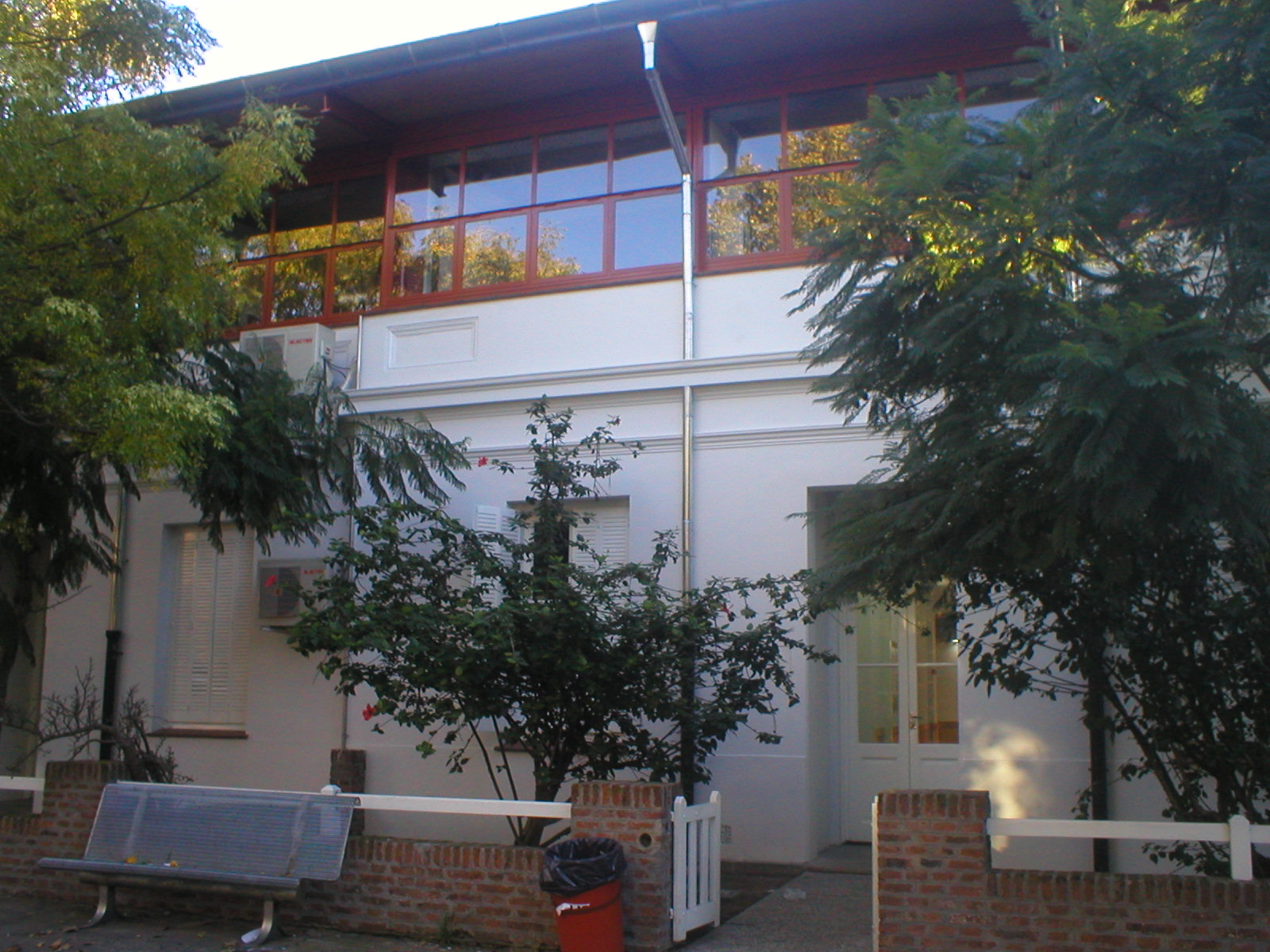
Відділення соціальних наук
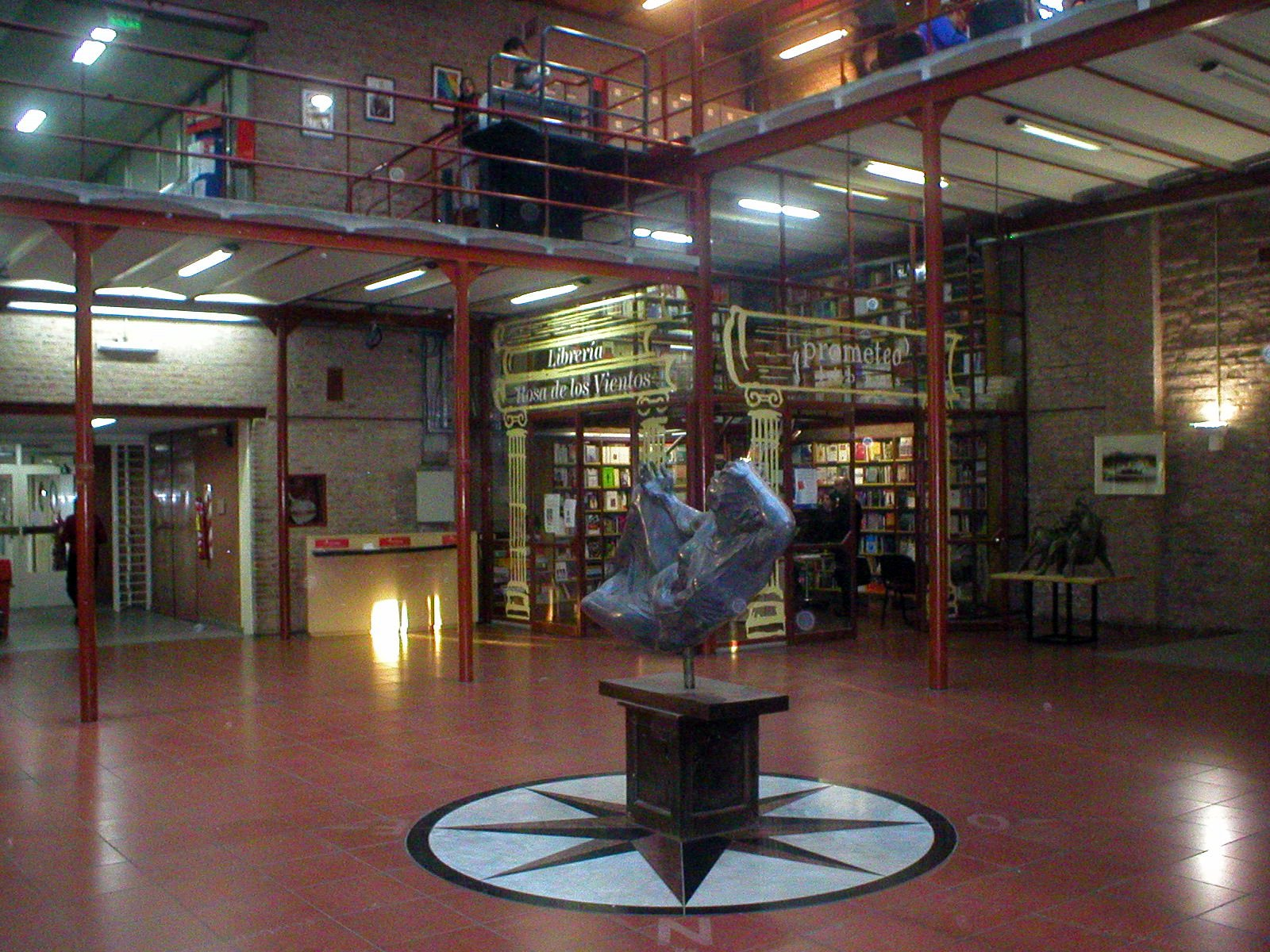
Студентський центр